# Culicoides davisi
Culicoides davisi är en tvåvingeart som beskrevs av Wirth och Rowley 1971. Culicoides davisi ingår i släktet Culicoides och familjen svidknott. Inga underarter finns listade i Catalogue of Life.